# Bismarck (1914)
Bismarck ist ein 1913 gedrehtes, deutsches Stummfilm-Historienporträt mit Franz Ludwig in der Titelrolle.

## Handlung
Der Film zeichnet in drei zentralen Abschnitten das Leben des überzeugten Preußen und Reichsgründers Otto von Bismarck nach.
Er beginnt mit dessen Kinder-, Jugend- und Studentenjahren. Otto ist anfänglich noch ein fröhlicher Knabe, wird dann aber vom gestrengen Hauspädagogen in die Pflicht genommen und entflieht den Zucht und Ordnung predigenden Erziehern so oft er kann. Im alten Schäfer Brand findet der junge Otto seinen ersten wirklichen Freund. Ottos Vater erzählt dem Knaben lebendig von dem Soldaten Schill aus den Befreiungskriegen gegen Napoleon Bonaparte, wie der junge Preuße, im Kampf verwundet, auf dem elterlichen Gutshof vor den ihm nachjagenden Franzosen verborgen wurde. Zu dieser Zeit habe Schill seine wahre Liebe, Deutschland, für sich entdeckt, so der Vater. In Göttingen beginnt der erwachsene Otto zu studieren und führt als Jung-Bursche ein ebenso flottes wie befreites Leben. Nebenbei erweist er sich, rund um 1850, auch noch als Prophet: „In zwanzig Jahren wird Deutschland einig sein!“. Bismarck als Landwirt wird die nächste filmische Lebensstation, gefolgt vom Einschlagen einer Laufbahn als Diplomat.
Der zweite Teil, „Des Reiches Schmied“, zeigt Fürst Otto von Bismarck als gereiften Mann und Staatslenker. Unter seinem Einfluss kommt es nach dem Deutsch-Französischen Krieg zur deutschen Einheit und Reichsgründung mit dem Preußenkönig Wilhelm als erstem deutschen Kaiser des so genannten „Zweiten Reichs“, die mit der prachtentfaltenden Kaiserproklamation in Versailles ihren weihevollen Abschluss findet. Im letzten Teil sieht man dann, wie der „Eiserne Kanzler“ sein Werk festigt und ausbaut und Deutschlands schwierige Position in der Mitte Europas durch eine kluge Vertragspolitik nach außen zu festigen und zu sichern sucht. Der Berliner Kongress und der Dreibundvertrag sind wichtige Stationen dieses letzten Abschnittes. Der Film endet mit Bismarcks Entlassung durch den jungen Kaiser Wilhelm II. und seinem Rückzug nach Friedrichsruh, wo er seinen Lebensabend im engsten Familienkreis verbringt.

## Produktionsnotizen
Bismarck wurde im Eiko-Film-Atelier zu Berlin-Marienfelde (Studioaufnahmen) sowie auf den Bismarckbesitzungen in Schönhausen (Elbe) hergestellt. Gedreht wurde im August 1913, in diesem Monat berichteten die Fachzeitschriften Der Tag (Berlin), Der Kinematograph und das Hamburger Fremdenblatt von den Dreharbeiten. Bismarck passierte am 12. Dezember 1913 die Zensurprüfung. Die feierliche Uraufführung erfolgte am 7. Februar 1914 im Berliner Mozartsaal. Die Bismarck-Festspiele schlossen sich vom 27. Februar bis zum 12. März 1914 an. Der Film besaß sechs Akte und war 1853 Meter lang.
Der Uraufführung wohnten zahlreiche hochgestellte Persönlichkeiten aus Gesellschaft und Politik bei. Genannt wurden die Vertreter des Vereins zur Errichtung eines Bismarck-Nationaldenkmals, die Gattin des Reichskanzlers, Frau v. Bethmann Hollweg, verschiedene Minister, General v. Bonin, der Stadtkommandant von Berlin, Graf von Schwerin, der Präsident des Abgeordnetenhauses, von Wedel-Piesdorf, der Minister des königlichen Hauses und Präsident des Herrenhauses, Reichstagspräsident Johannes Kaempf, die Bürgermeister von Berlin (Dr. Reicke), Schöneberg, Wilmersdorf und Neukölln.
Die Zensur verbot vor allem eine Szene, in der Bismarck dem russischen Zaren die Hand küsst.

## Rezeption
Die Vorkriegskritiken priesen diesen Film vor allem aufgrund seiner national-patriotischen Gesinnung:

„Zum Besten des Bismarck-Nationaldenkmals auf der Elisenhöhe bei Bingerbrück am Rhein wurden gestern in den Mozart-Lichtspielen am Nollendorfplatz die ‚Bismarck-Festspiele‘ eröffnet. Fürst Otto von Bismarcks Leben erschien in einer Bearbeitung von Richard Schott im Film und machte einen ausserordentlich starken Eindruck, zumal die einzelnen Szenen, in denen Hofschauspieler Franz Ludwig als Hauptdarsteller wirkt, von einer charakteristischen Begleitmusik günstig unterstrichen wurden. […] Die Regie hat bei Aufführung dieses Films mit billigen Sensationen und flachen Gefühlsmomenten nicht gearbeitet: Wirkungen, wie sie aus den Szenen, die den Kanzler an schweren Lebenspunkten zeigen, entstehen – so, wenn er z. B. in nächtlicher Stunde nach hartem Kampf sein Rücktrittsgesuch schreibt oder in der Gruft des Mausoleums zu Charlottenburg von seinem Herrn und König Abschied nimmt – greifen an das Herz und wirken durch die gesunde Kraft des Werkes. Es steigt daraus der Recke Otto von Bismarck auf den das Nationaldenkmal am Rhein ehren soll.“

In Österreich-Ungarn, wo der Film unmittelbar nach Ausbruch der Feindseligkeiten im August 1914 herausgebracht wurde, lobte die Kritik Bismarck vor allem wegen seiner symbolhaltigen und höchst aktuellen Bedeutung für die deutsch-österreichische Waffenbrüderschaft:

„Es ist die große Aufgabe der Kinematographie im gegenwärtigen weltgeschichtlichen Momente nicht nur die aktuellen Gegebenheiten von den Kriegsschauplätzen, sondern auch historische Ereignisse und Persönlichkeiten, deren Bedeutung erst jetzt volle Würdigung im patriotischen Sinne finden muß, gleich der Schauspielbühne, vorzuführen. Es trifft sich gut, daß eben ein großes Filmwerk dieser Art herauskommt, in dessen Mittelpunkt Fürst Bismarck steht, der Schöpfer des deutsch-österreichischen Bündnisses, das jetzt im Feuer sich bewährt.“

„… es war ein glücklicher Einfall, gerade jetzt Bismarck in den Mittelpunkt eines biographischen Films zu stellen, der sein Lebenswerk zeichnet, die Aufrichtung des geeinigten Deutschland und die Krönung dieses Werkes durch den Abschluß des Bündnisses mit Oesterreich-Ungarn und Italien. […] Der Eindruck wird erhöht durch die ausgezeichnete Maske, die sich der Darsteller Bismarcks, der bekannte Schauspieler Ludwig, für diese schwierige Aufgabe zurecht gemacht hat.“

„Als die Berliner Eiko-Filmfabrik sich daran machte, den Biographfilm über den großen Kanzler des Deutschen Reiches, Fürst Bismarck, herzustellen, da hatte sie wohl nicht daran gedacht, wie zeitgemäß diese Erinnerung an einen der größten Deutschen aller Zeiten werden würde. Auch für uns Oesterreicher erscheint heute Bismarck in dem Lichte des guten Freundes der immer ein Verfechter des Gedankens an ein Bündnis war zwischen Oesterreich und dem neu geordneten Deutschland nach der Niederwerfung der Franzosen im Jahre 1870. […] Der Film ist ein geschichtliches Nachschlagewerk und die Einheitlichkeit seiner Durchführung macht ihn zur geschichtlichen Sensation.“

Nach dem Ersten Weltkrieg wurde der Streifen weitaus kritischer bewertet:

„Es war schon immer gefährlich mit Hilfe von Doppelgängern Biographien berühmter Männer und besonders von Nationalhelden im Film darzustellen. Der Bismarck-Film der Vorkriegszeit war keine Tat.“